# Kádár Zoltán (újságíró)
Kádár Zoltán (1971. május 11. –) marosvásárhelyi sportújságíró, műsorvezető-szerkesztő.

## Élete
1994 óta a Marosvásárhelyi Rádió munkatársa. Elsősorban sportújságíróként és műsorvezetőként ismerték meg a székelyföldi hallgatók, de az ő nevéhez fűződik a 2001-től évente sorra kerülő Gurul a rádió kerékpáros médiakaraván kigondolása és megszervezése is.
Indulásától 2016. szeptemberéig a Jó reggelt, Erdély, jó reggelt, Székelyföld című reggeli műsor társszerkesztője volt, jelenleg (2019) a Kispad című sportműsorban, illetve a Bak-Elit Party című műsorban hallható.
Tudósítóként és riporterként részt vett a 2012-es londoni paralimpián, a 2016-os riói paralimpián, a 2018-as pjongcsangi téli olimpián. illetve a 2021-ben megrendezett 2020-as tokiói olimpián, valamint a 2024-es párizsi ötkarikás játékokon 
Ő tudósított elsőként Novák Károly Eduárd aranyérméről a 2012-es londoni paralimpiai játékokról, amely az első aranyérme Romániának a fogyatékosok sportvetélkedőjén (2024-ben Alex Bologa vakcselgáncsos szerezte a másodikat). Ugyanakkor első kézből tudósított az első magyar téli olimpiai aranyéremről, amelyet a rövid pályás férfi váltó szerzett.
Több mint 70 világ- és Európa-bajnokságról tudósította a Marosvásárhelyi Rádiót, illetve esetenként az egész Román Rádiótársaságot. Újságíróként részt vett többek között 2001-ben a budapesti gyorskorcsolya összetett világbajnokságon, 2007-ben Portóban a teremlabdarúgó-Európa-bajnokságon, a 2010-es Isztambulban megrendezett férfi kosárlabda-világbajnokságon, számos női és férfi kézilabda világ- és Európa-bajnokságon, de tudósított asztalitenisz-, birkózó-, vízilabda-, úszó-, teke-, asztalifoci-, jégkorong-világbajnokságokról.
Az azóta megszűnt marosvásárhelyi BC Mureș kosárlabdacsapatánál több évig sajtófelelősi munkát is végzett. Később volt a Marosvásárhelyi SE labdarúgó klub sajtófelelőse, jelenleg a Marosvásárhelyi Városi Sportklub(CSM Targu Mures)  és a Székelyföldi Jégkorong Akadémia marosvásárhelyi alközpontjának médiafelelőse. 
A marosvásárhelyi TTM televíziónál több éven keresztül magyar és román nyelvű sportműsort szerkesztett és vezetett heti rendszerességgel.
Időnként írásai jelennek meg a Székely Sportban. 
2018-ban elismerést vehetett át a Román Olimpiai és Sport Bizottság elnökétől, Mihai Covaliutól.
2020. szeptember 16-án Gyulai-díjjal ismerte el munkásságát a Magyar Sportújságírók Szövetsége.
Édesapja Kádár Antal, többszörös országos bajnok tornász, aki részt vett az 1964-es tokiói olimpián.